# Wybory parlamentarne w Kazachstanie w 2007 roku
Wybory parlamentarne w Kazachstanie w 2007 roku zostały przeprowadzone 18 sierpnia 2007 roku. Zwycięstwo odniosła partia Nur Otan, zdobywając 88% głosów. Była to jedyna partia polityczna, która przekroczyła próg wyborczy.

## Wyniki wyborów
| Partia                                    | Głosy     | %     | Mandaty | Zmiana |
| ----------------------------------------- | --------- | ----- | ------- | ------ |
| Nur Otan                                  | 5 247 720 | 88,40 | 98      | +41    |
| Ogólnonarodowa Partia Socjaldemokratyczna | 269 310   | 4,50  | 0       | -      |
| Demokratyczna Partia Kazachstanu Ak Żoł   | 183 346   | 3,10  | 0       | -1     |
| Kazachska Partia Socjaldemokratyczna Auył | 89 855    | 1,50  | 0       | -      |
| Komunistyczna Ludowa Partia Kazachstanu   | 76 799    | 1,30  | 0       | -      |
| Partia Patriotów Kazachstanu              | 46 436    | 0,80  | 0       | -      |
| Partia Odrodzenie                         | 22 159    | 0,40  | 0       | -      |
| Nieprawidłowe/Puste głosy                 | 146 805   | -     | -       | –      |
| Razem                                     | 6 082 430 | 100   | 98      | –      |

## Następstwa
Organizacja Bezpieczeństwa i Współpracy w Europie uznała wybory za „krok ku demokracji”, ale zastrzegła szereg nieprawidłowości przy liczeniu głosów.